# Vlag van Cambodja

Vlag van Cambodja (ratio 2:3)

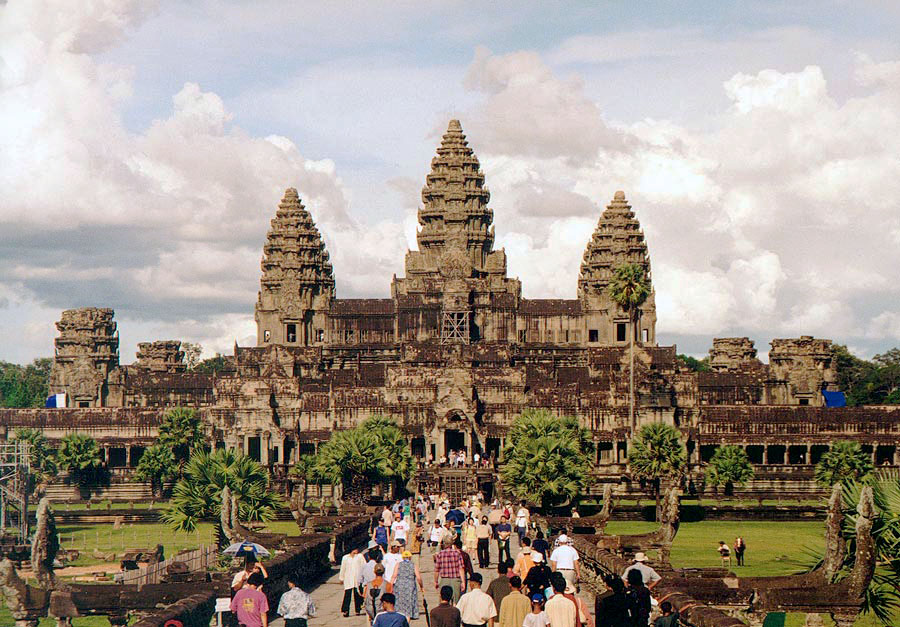
Het tempelcomplex Angkor Wat

De vlag van Cambodja bestaat uit drie horizontale banen, waarvan de buitenste twee blauw zijn en de middelste rood. In het midden van de rode baan staat in het wit een afbeelding van de Angkor Wat-tempel. De vlag werd op 24 september 1993 aangenomen.

## Symboliek
De elementen in de Cambodjaanse vlag hebben elk een eigen symboliek. Waarschijnlijk het meest in het oog springende element is de afbeelding van de voorkant van de tempel Angkor Wat. Deze tempel wordt beschouwd als het grootste religieuze bouwwerk ter wereld. De tempel is een van de belangrijkste overblijfselen uit de periode van het Khmer-rijk en een nationaal symbool van Cambodja.
De vlag toont drie kleuren: rood, wit en blauw. De blauwe banen omringen de rode baan met de tempel en staan voor de monarchie. De rode baan, die even breed is als de twee blauwe banen samen, symboliseert het volk. De witte kleur van de tempel staat voor de religie.

## Geschiedenis

### Protectoraat en koninkrijk
Tussen 1863 en 1948 was Cambodja een protectoraat van Frankrijk. Cambodja gebruikte toen een rode vlag in een blauw kader. In het midden van de vlag stond een afbeelding van Angkor Wat, dat sinds halverwege de 19e eeuw een Cambodjaans nationaal symbool is.
Tussen 1942 en 1945 was het land in feite bezet door Japan, maar de Japanners lieten het bestuur over aan Vichy-Frankrijk. Indertijd werd een rode vlag met vijf witte vierkanten en vier witte lijnen gebruikt; een gestileerde weergave van het bovenaanzicht van Angkor Wat.
| Vexillologisch symbool voor een buiten gebruik gestelde vlag | Vexillologisch symbool voor een buiten gebruik gestelde vlag | Vexillologisch symbool voor een buiten gebruik gestelde vlag |

Toen het land in 1948 een onafhankelijk koninkrijk werd, werd de vlag veranderd. De toen aangenomen vlag lijkt sterk op de huidige en werd gebruikt tot 9 oktober 1970, toen het land de Khmer Republiek ging heten. Sinds 30 juni 1993 is zij weer in gebruik, maar het tempelcomplex is iets anders afgebeeld als op de vlag van 1948.

### Republiek, communisme en vazalstaat
De Khmer Republiek van Lon Nol bestond tussen oktober 1970 (toen de monarchie door middel van een staatsgreep afgeschaft werd) en april 1975. De Khmer Republiek gebruikte een blauwe vlag met in het kanton de afbeelding van de tempel. Naast dit kanton stonden drie blauwe sterren.
| Vexillologisch symbool voor een buiten gebruik gestelde vlag | Vexillologisch symbool voor een buiten gebruik gestelde vlag | Vexillologisch symbool voor een buiten gebruik gestelde vlag |

In april 1975 hadden de troepen van de Rode Khmer het land veroverd. Zij hernoemden het land in januari 1976 tot Democratisch Kampuchea en stelden daarbij een nieuwe vlag vast. Dit was een rode vlag met een zeer gestileerde weergave van het tempelcomplex. De atheïstische Rode Khmer wilde overigens het woord 'tempel' niet gebruiken; zij kozen voor 'monument'.
Tussen 1979 en 1989 was Cambodja een vazalstaat van Vietnam onder de naam Volksrepubliek Kampuchea. Deze gebruikte een vlag die gebaseerd was op de vlag van 1976, maar het monument had nu vijf in plaats van drie torens.

### Modern Cambodja
Op 1 mei 1989 werd een nieuwe grondwet aangenomen die het land weer 'Cambodja' noemde. Deze grondwet stelde een nieuwe vlag vast, die uit twee horizontale banen bestond in de kleuren rood en blauw. In het midden van de vlag stond het tempelcomplex in goud afgebeeld.
| Vexillologisch symbool voor een buiten gebruik gestelde vlag | Vexillologisch symbool voor een buiten gebruik gestelde vlag |

Tussen 1991 en 1993 was het land onder bestuur van de Verenigde Naties (UNTAC). Men gebruikte toen een vlag in VN-blauw, met in wit een afbeelding van het land. In deze afbeelding stond de naam van het land in het Khmer.